# 圣雅勒
圣雅勒（法語：Sainte-Jalle，法語發音：[sɛ̃t ʒal]）是法国德龙省的一个市镇，位于该省南部略偏东，属于尼永斯区。

## 地理
圣雅勒（44°20'42"N, 5°17'2"E）面积18.16 平方千米，位于法国奥弗涅-罗讷-阿尔卑斯大区德龙省，该省份为法国东南部内陆省份，北起顺时针与伊泽尔省、上阿尔卑斯省、上普罗旺斯阿尔卑斯省、沃克吕兹省和阿尔代什省接壤。
与圣雅勒接壤的市镇（或旧市镇、城区）包括：勒波厄西吉拉、阿尔帕翁、贝西尼昂、比莱巴罗尼、罗什布吕讷。

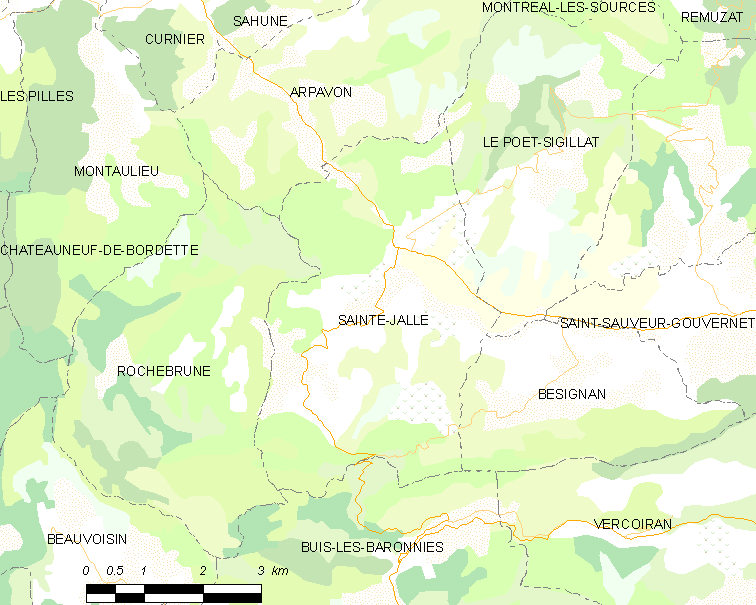
圣雅勒的OSM定位图

圣雅勒的时区为UTC+01:00、UTC+02:00（夏令时）。

## 行政
圣雅勒的邮政编码为26110，INSEE市镇编码为26306。

## 政治
圣雅勒所属的省级选区为尼永斯-巴罗尼县。

## 人口

1962-2008年间圣雅勒人口变化图示

圣雅勒于2022年1月1日时的人口数量为326人。